# 佐布里村
佐布里村（そうりむら）は、愛知県知多郡にあった村。現在の知多市の一部にあたる。

## 地理
知多半島の北西部、信濃川の流域に位置し、中央に佐布里池があった。

## 歴史
- 1889年（明治22年）10月1日、町村制の施行により、知多郡佐布里村が単独で村制施行し、佐布里村が発足[1][2]。大字は編成せず[2]。
- 1906年（明治39年）4月13日、知多郡八幡村、新知村と合併し八幡村が存続して廃止された[1][2]。合併後、八幡村大字佐布里となる[2]。

### 地名の由来
次の諸説あり。
1. 左右杁のつまった村名で、加世端池の水が東谷（本谷）と西谷に分かれるところに左右2張りの杁が所在した。
2. 東谷と西谷をさす2つの里を合わせたもの。
3. 佐布里は焼畑を意味する。

## 産業
- 農業[2]
- 産物：米、菜種、綿、繭、佐布里梅[2]